# 1638년
1638년은 금요일로 시작하는 평년이다.

## 연호
- 명(明) 숭정(崇禎) 11년
- 청(淸) 숭덕(崇德) 3년
- 일본(日本) 간에이(寛永) 15년
- 후 레 왕조(後黎朝) 즈엉호아(陽和) 4년
- 막 왕조(莫朝) 투언득(順德) 원년

## 기년
- 류큐(琉球) 쇼호왕(尚豊王) 18년
- 명(明) 의종 숭정제(毅宗 崇禎帝) 11년
- 청(淸) 태종 숭덕제(太宗 崇德帝) 12년
- 조선(朝鮮) 인조(仁祖) 16년
- 후 레 왕조(後黎朝) 신종(神宗) 20년

## 사건
- 4월 12일(음력 2월 28일) - 일본 - 시마바라 봉기가 장기전 끝에 진압됨.
- 음력 12월 - 조선 - 조창원의 딸을 왕비로 맞아들임(장렬왕후).[1]

## 탄생
- 3월 15일 - 청나라의 3대 황제 순치제
- 9월 5일 - 프랑스의 루이 14세
- 9월 10일 - 루이 14세의 왕비 스페인의 마리아 테레사